# Strážce moře
Strážce moře (v anglickém originále seaQuest DSV) je americký televizní sci-fi televizní seriál, který vytvořil Rockne S. O'Bannon. Premiérově jej uvedla televizní společnost NBC mezi roky 1993 a 1996. V poslední sezóně byl seriál přejmenován na seaQuest 2032. Odehrává se v blízké budoucnosti a mísí velké drama s realistickým pojetím sci-fi.
V Česku byl seriál vysílán od 5. července 1997 do 24. září 2001 na TV Nova (1. a 2. řada) a TV Prima (3. řada).

## Obsazení
Kapitána supermoderní ponorky seaQuest DSV 4600 Nathana Bridgera ztvárnil Roy Scheider. Roli mladého teenagera a počítačového génia Lucase Wolenczaka hrál Jonathan Brandis. Stephanie Beacham zpodobnila šéflékařku a vedoucí vědecké sekce Kristinu Westphalen.
Roy Schneider se postaral o mluvené intro, které pak zaznívalo během počátečních titulků epizod první sezóny.

## Produkce
O tento projekt projevil zájem také Steven Spielberg a první dvě sezóny působil jako jeden z vedoucích producentů.
Natáčení první sezóny bylo poznamenáno spory mezi producenty, personálními změnami před i za kamerou a dokonce i zemětřesením. Druhá sezóna znamenala změny v obsazení, jakož i spory mezi herci a producenty, zatímco třetí sezóna přinesla změnu hlavního herce a názvu. Jak postupně docházelo k poklesu popularity seriálu, bylo v polovině třetí sezóny rozhodnuto o jeho ukončení.